# Сидарвил (Мериленд)
Сидарвил (енгл. Cedarville) насељено је место без административног статуса у америчкој савезној држави Мериленд.

## Демографија
По попису из 2010. године број становника је 717.
| Група             | 2000.    | 2010.       |
| Белци             | 0 (0,0%) | 470 (65,6%) |
| Афроамериканци    | 0 (0,0%) | 199 (27,8%) |
| Азијати           | 0 (0,0%) | 13 (1,8%)   |
| Хиспаноамериканци | 0 (0,0%) | 3 (0,4%)    |
| Укупно            | 0        | 717         |